# Anger (Austria)
Anger è un comune austriaco di 4 170 abitanti nel distretto di Weiz, in Stiria; ha lo status di comune mercato (Marktgemeinde). Il 1º gennaio 2015 ha inglobato i comuni soppressi di Baierdorf bei Anger, Feistritz bei Anger e Naintsch.